# Going Back Home (album, Wilko Johnson a Roger Daltrey)
Going Back Home je kolaborační album kytaristy Wilko Johnsona a zpěváka Rogera Daltreyho. Obsahuje deset původních Johnsonových skladeb a cover "Can You Please Crawl Out Your Window?" od Boba Dylana.

## Seznam skladeb
Autorem všech skladeb je Wilko Johnson, pokud není uvedeno jinak.
| Pořadí         | Název                                                                    | Délka |
| -------------- | ------------------------------------------------------------------------ | ----- |
| 1.             | Going Back Home (Wilko Johnson / Mick Green)                             | 4:00  |
| 2.             | Ice on the Motorway                                                      | 2:50  |
| 3.             | I Keep It to Myself                                                      | 3:21  |
| 4.             | Can You Please Crawl Out Your Window? (Bob Dylan)                        | 3:37  |
| 5.             | Turned 21                                                                | 3:06  |
| 6.             | Keep On Loving You (Wilko Johnson / Norman Watt-Roy / Salvatore Ramundo) | 2:57  |
| 7.             | Some Kind of Hero                                                        | 2:25  |
| 8.             | Sneaking Suspicion                                                       | 3:45  |
| 9.             | Keep It Out of Sight                                                     |       |
| 10.            | Everybody's Carrying a Gun                                               |       |
| 11.            | All Through the City                                                     |       |
| Celková délka: | Celková délka:                                                           | 34:29 |